# الحدادا (أولاد يعكوب)
الحدادا هو دُوَّار يقع بجماعة سكورة أهل الوسط، إقليم ورززات، جهة درعة تافيلالت في المملكة المغربية. ينتمي الدوّار لمشيخة أولاد يعكوب التي تضم 6 دواوير. يقدر عدد سكانه بـ 81 نسمة حسب الإحصاء الرسمي للسكان والسكنى لسنة 2004.

## روابط خارجية
- البوابة الوطنية للجماعات الترابية
- المندوبية السامية للتخطيط